# Лукомський Олександр Сергійович
Лукомський Олександр Сергійович (10 (22) липня 1868 — †25.02.1939) — український аристократ із малоросійської шляхти Гетьманщини. Генерал-лейтенант РІА (1914). Один із кандидатів на пост Міністра оборони України (1918). Згодом діяч Білого руху, мемуарист.

## Життєпис
По батьківській лінії походив від литовських князів Лукомських (один з їхніх представників наприкінці 17 ст. переїхав на Полтавщину, його нащадки мешкали у с. Журавка — нині село Варвинського району, Чернігівської області, — звідти родом був батько — Лукомський Сергій Родіонович). Батько служив військовим інженером. У дитячі роки Олександр жив переважно біля матері — Віри Володимирівни Шпіцберг.
З 1876 мешкав у м. Севастополь. У 1879 був зарахований до 2-го класу Симбірської військової гімназії, наступного року переведений до Полтавської військової гімназії (з 1882 р. — Петровський кадетський корпус у м. Полтава). Після закінчення у 1885 р. корпусу був направлений в Санкт-Петербург для продовження навчання в Павловському військовому училищі. Через 2 роки отримав звання портупей-юнкера і перейшов на 3-й курс до Миколаївського інженерного училища. У 1888 р. отримав звання офіцера і був направлений на службу в Одесу — в 11-й саперний імператора Миколи I батальйон.
У 1894 поступив для подальшого навчання до Миколаївської академії Генерального штабу в Санкт-Петербурзі. По її закінченні у 1897 за власним бажанням направлений служити у Київський військовий округ.
По дорозі до Києва відвідав Бердянськ, де його батько будував комерційний порт. У Київському військовому окрузі служив спершу старшим ад'ютантом штабу 12-ї піхотної дивізії (дислокувалася в м. Проскурів; нині м. Хмельницький), потім (з травня 1998) — помічником (з жовтня 1899 один рік командував 16-ю ротою в 131-му піхотному Тираспольському полку), а з 1902 — старшим ад'ютантом окружного штабу в Києві. Узяв шлюб (вдруге, перша його дружина — Ольга Перетц — покінчила життя самогубством, коли він навчавсь на останньому курсі академії) з донькою командуючого Київським військовим округом генералом М. Драгомирова — Софією.
Спеціалізувався на питаннях мобілізації військ і зосередження армії на кордоні після її мобілізації. У 1904 кілька місяців командував батальйоном 131-го піхотного Тираспольського полку. Цього ж року брав участь у наведенні і порядків серед солдатів Полтавського полку, який напередодні відмовився виконувати наказ командира (винні були арештовані й передані до суду). З початку революції 1905—1907 став одним з організаторів гуртка офіцерів Генерального штабу, які виступали за вживання жорстких заходів для захисту правопорядку. Вважав, що «холості» залпи чи постріли поверх голів натовпу лише провокують натовп до агресивних дій і сприяють «братанню» військ із заколотниками, а в підсумку призводять до значних жертв, що обов'язково матимуть місце там, де влада діє безвідповідально.
Влітку 1905 зініціював виступ карального підрозділу проти київської демонстрації, до якої приєдналися 4-й і 5-й понтонні батальйони. В районі Єврейської площі демонстрацію розстріляли — 20 осіб було вбито, близько 100 поранено.
Влітку 1906 пройшов курс артилерійської підготовки на Київському артилерійському полігоні.
У грудні 1907 назначений начальником штабу 42-ї піхотної дивізії (штаб розташовувався в Києві).
Улітку 1908 відряджений до м. Рівне для розробки там проекту укріплення міста. Восени цього ж року був викликаний до Санкт-Петербурга для головування в комісії, що проводила ревізію Мобілізаційного відділу Генерального штабу ЗС Росії. У 1909 призначений керівником цього відділу. Наступного року (не маючи належної вислуги років у чині полковника) отримав чин генерал-майора.
У 1913 переведений на посаду помічника начальника канцелярії військового міністра В. Сухомлинова, у
березні 1914 став начальником цієї ж канцелярії. З початком Першої світової війни здійснив загальну мобілізацію російської армії (за це — вперше у практиці нагород — був удостоєний ордена св. рівноапостольного князя Володимира 4-го ст. на Георгіївській стрічці). У серпні 1915 назначений помічником міністра на час війни із залишенням на посаді начальника канцелярії Військового міністерства.
З квітня 1916 служив начальником 32-ї піхотної дивізії на Південно-Західному фронті, потім — начальником штабу 10-ї армії.
За успішні дії із захоплення м. Чернівці нагороджений орденом св. Георгія 4-го ступеня. Від листопада 1916 — генерал-квартирмейстер Верховного головнокомандуючого (Верховним головнокомандувачем тоді був імператор Микола II), товариш (заступник) голови Особливої наради із захисту держави.
Після Лютневої революції 1917 — знову на фронті: командував 1-м армійським корпусом. З 16 червня 1917 — начальник штабу Верховного головнокомандуючого (Верховним головнокомандувачем на той час став генерал від кавалерії О.Брусилов). У серпні звільнений з посади у зв'язку з притягненням до суду за участь «у заколоті».

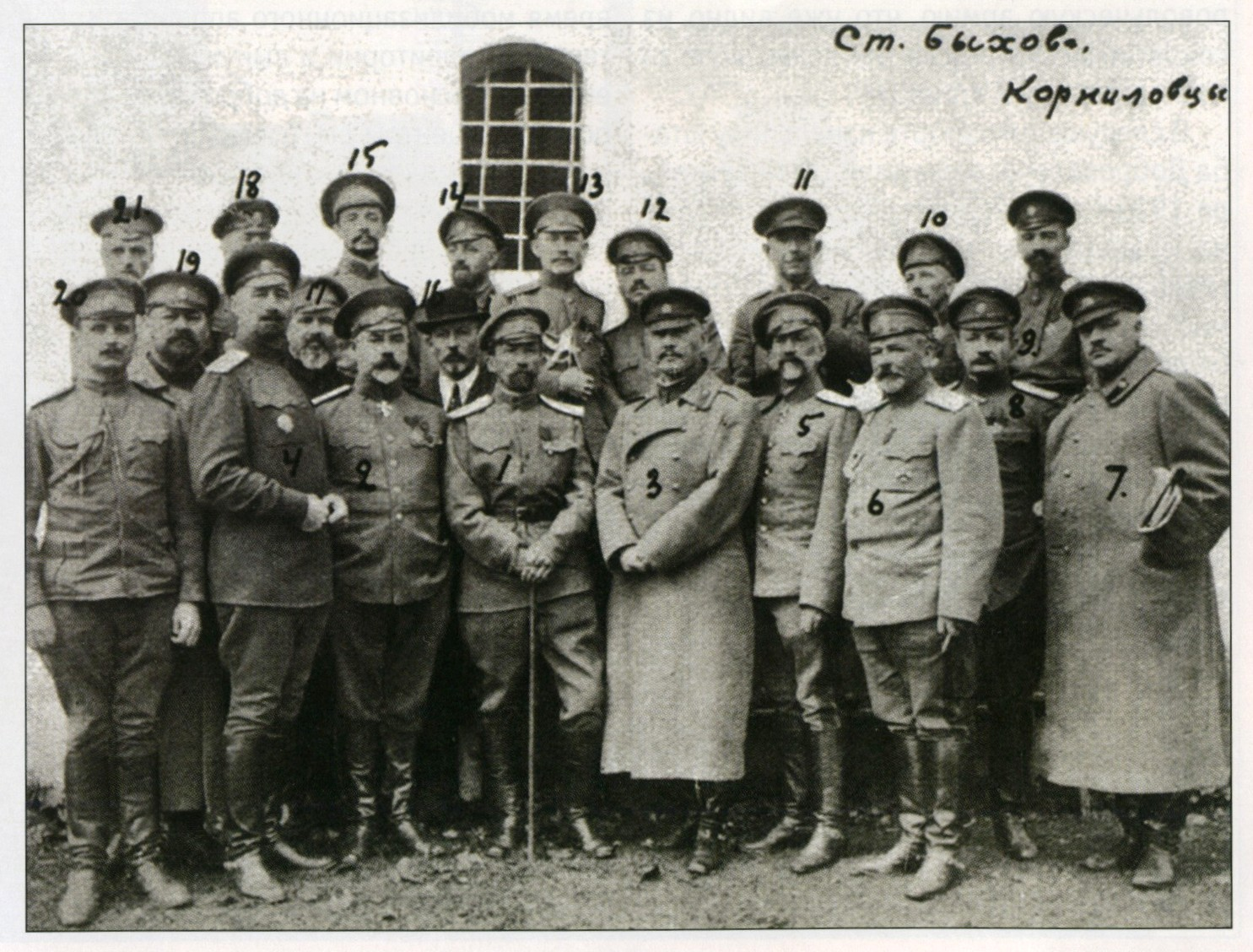
В'язні бихівської в'язниці. Під номером 6 — Лукомський

Разом з генералом від інфантерії Л.Корніловим і генералом-лейтенантом А.Денікіним утримувався під арештом у Бихові (нині місто Могильовської обл., Білорусь). Після взяття у листопаді керованими більшовиками частинами ставки Верховного головнокомандуючого генерал-лейтенанта М.Духоніна в м. Могилів (нині місто в Білорусі; перед цим Лукомський радив М.Духоніну перенести ставку до Києва) і жорстокого вбивства М.Духоніна інкогніто перебрався на Дон. Там брав участь у створенні Добровольчої армії (у січні—лютому 1918 очолював її штаб). Потому таємно направлений в Єкатеринодар (нині м. Краснодар) як представник Добровольчої армії при уряді Кубанської Народної Республіки. Був схоплений більшовиками, проте втік. Перебрався до Києва (на той час українські землі перебували під контролем австро-німецьких військ. Зустрічався з гетьманом П.Скоропадським, той запропонував йому очолити військове міністерство Української Держави, однак він відмовився, зіславшись на те, що повинен був, за його власними спогадами, повернутися в Добровольчу армію, а головне — «никогда и нипри каких условиях не мог согласиться работать с немцами». Мав зустріч з П.Мілюковим (той прибув до Києва, щоб вести переговори з німецьким командуванням про боротьбу з більшовиками), намагався довести йому, що Німеччина обов'язково програє війну.
У липні 1918 прибув до штабу Добровольчої армії. Був назначений помічником головнокомандуючого
і начальником військового та морського управлінь. З жовтня 1919 — голова Особливої наради при
головнокомандувачеві Збройних сил Півдня Росії, з грудня — голова уряду при ньому.
У лютому 1920 наказом генерала А.Денікіна увільнений (разом з генералами П.Врангелем, П.Шатіловим і віце-адміралами Д.Ненюковим і О.Бубновим) від служби за підтримку кандидатури П.Врангеля на місце командувача в Криму замість генерала М.Шилінга.
У березні 1920 призначений П.Врангелем як представник Російської армії при союзному командуванні Антанти в Стамбулі. В еміграції став помічником великого князя Миколи Миколайовича — дядька Миколи II. 1921—1922 оприлюднив спогади. За дорученням великого князя Миколи Миколайовича з серпня 1923 до жовтня 1924 був у США, потім здійснив поїздку на Далекий Схід.
У 1926 брав участь у роботі закордонного з'їзду російських емігрантів. 31 липня 1926 став головою всіх військових союзів і організацій на Далекому Сході та в Америці (виконував ці обов'язки до 1928). Після смерті князя Миколи Миколайовича відійшов від політичної діяльності. З 1928 був у розпорядженні голови Російського військового союзу.
У 1937 завершив «Очерки из моей жизни» (рукопис не опублікував; 1938 передав його разом з іншими документами в пакеті з приписом «Відкрити після 1950» до Російського закордонного історичного архіву в Празі; після Другої світової війни ці рукописи були перевезені до Москви).
Помер у м. Париж (Франція).

## Праці
- Воспоминания, т. 1—2. Берлин, 1922;
- Очерки из моей жизни. «Вопросы истории», 2001, № 1—12.